# Günter Vallaster
Günter Vallaster (* 21. März 1968 in Schruns) ist ein österreichischer Schriftsteller und Herausgeber.

## Leben und Werk
Nach dem Schulabschluss studierte Günter Vallaster Germanistik und Geschichte an der Universität Innsbruck und war dort von 1997 bis 2003 Forschungsassistent. Seit 2004 ist er Herausgeber des Wiener Kleinverlags edition ch. Vallaster schreibt in erster Linie experimentelle Lyrik und Prosa bzw. visuelle Poesie, die in zahlreichen Anthologien und Literaturzeitschriften veröffentlicht wurde. Er beteiligte sich an zahlreichen Mail-Art-Projekten und gestaltete die Lichtzeile-Literatur als Leuchtschrift, die im Wiener Flex installiert ist und von der Literaturwissenschaftlerin Christine Böhler betreut wird. Günter Vallaster war 2004 Mitorganisator der Kleinverlagsmesse InnText in Innsbruck und ist Mitglied der Grazer Autorinnen Autorenversammlung. 2011 organisierte er eine Ausstellung visueller Poesie im Museum für Nonkonformistische Kunst des Art-Zentrums Puschkinskaja 10 St. Petersburg in Russland, an der zahlreiche österreichische, deutsche und russische Poeten teilnahmen, unter anderem Liesl Ujvary, Ilse Kilic, Fritz Widhalm, Christine Huber, Boris Konstriktor und Roza Rueb.
Günter Vallaster lebt in Wien.

## Einzeltitel
- wiesohelles (Visuelle Poesie), Das fröhliche Wohnzimmer, Wien 2001.
- ich taste (Prosa), edition zzoo – audiobeans 2008.
- Hinter dem Buchstabenzaun. Extended Versions. Mit Transformationen von Ilse Kilic und einem Vorwort von Fritz Widhalm, edition ch 2008.
- Eine Welt voller Angst. 1 Bild-Geschichte. Wien: edition ch 2010
- Am Sims. Wien: edition art science 2013

## Anthologien und Literaturzeitschriften (Auswahl)
- Theo Breuer (Hg.), NordWestSüdost, Edition YE, Sistig/Eifel 2003.
- Mit Schriften, herbstpresse 2002
- Sprachkurs, Haymon 2001
- Kontrapunkt 1 – türkisch/deutsch, Das fröhliche Wohnzimmer 2003
- Einer hält durch – Festschrift für den Schriftsteller Helmuth Schönauer, Skarabäus 2003
- kratze kriz das leben. eine gedichteversammlung für ilse und fritz, Das fröhliche Wohnzimmer 2007.
- das große ABC-buch, Das fröhliche Wohnzimmer 2007.
- zwei bisschen. und: unzählige bohnengroße inseln, Das fröhliche Wohnzimmer 2008.
- Literaturzeitschriften: kolik, Wohnzimmer, Freibord, zeitzoo.

## Herausgabe
- Paragramme. Ein Sammelband, mit Beiträgen von Theo Breuer, Ilse Kilic, Axel Kutsch, Gerhard Rühm, Fritz Widhalm u. v. a., 155 Seiten, edition ch, Wien 2011.
- Ein Alphabet der visuellen Poesie, mit visueller Poesie von Josef Bauer, Gerhild Ebel, Heinz Gappmayr, Gerhard Jaschke, Jürgen O. Olbrich, Valeri Scherstjanoi, Ottfried Zielke u. v. a., 75 Seiten, edition ch, Wien 2010.
- heterogenial. Visuelle Poesie, mit Beiträgen von Katja Beran, Brigitte Mölschl, Hannah Sideris u. a., 12 Seiten, edition ch, Wien 2009.
- Grenzüberschneidungen. Poesie Visuell Interkulturell – Supplemente, mit Beiträgen von Werner Herbst, Elisabeth Netzkowa, Ingo Springenschmid, Lisa Spalt und Ida Thonsgaard, 16 Seiten, edition ch, Wien 2008.